# Rhopalomyia medusirrasa
Rhopalomyia medusirrasa är en tvåvingeart som beskrevs av Gagne 1983. Rhopalomyia medusirrasa ingår i släktet Rhopalomyia och familjen gallmyggor.
Artens utbredningsområde är Nevada. Inga underarter finns listade i Catalogue of Life.